# Henri VI (Shakespeare)
Pour les articles homonymes, voir Henri et Henri VI.

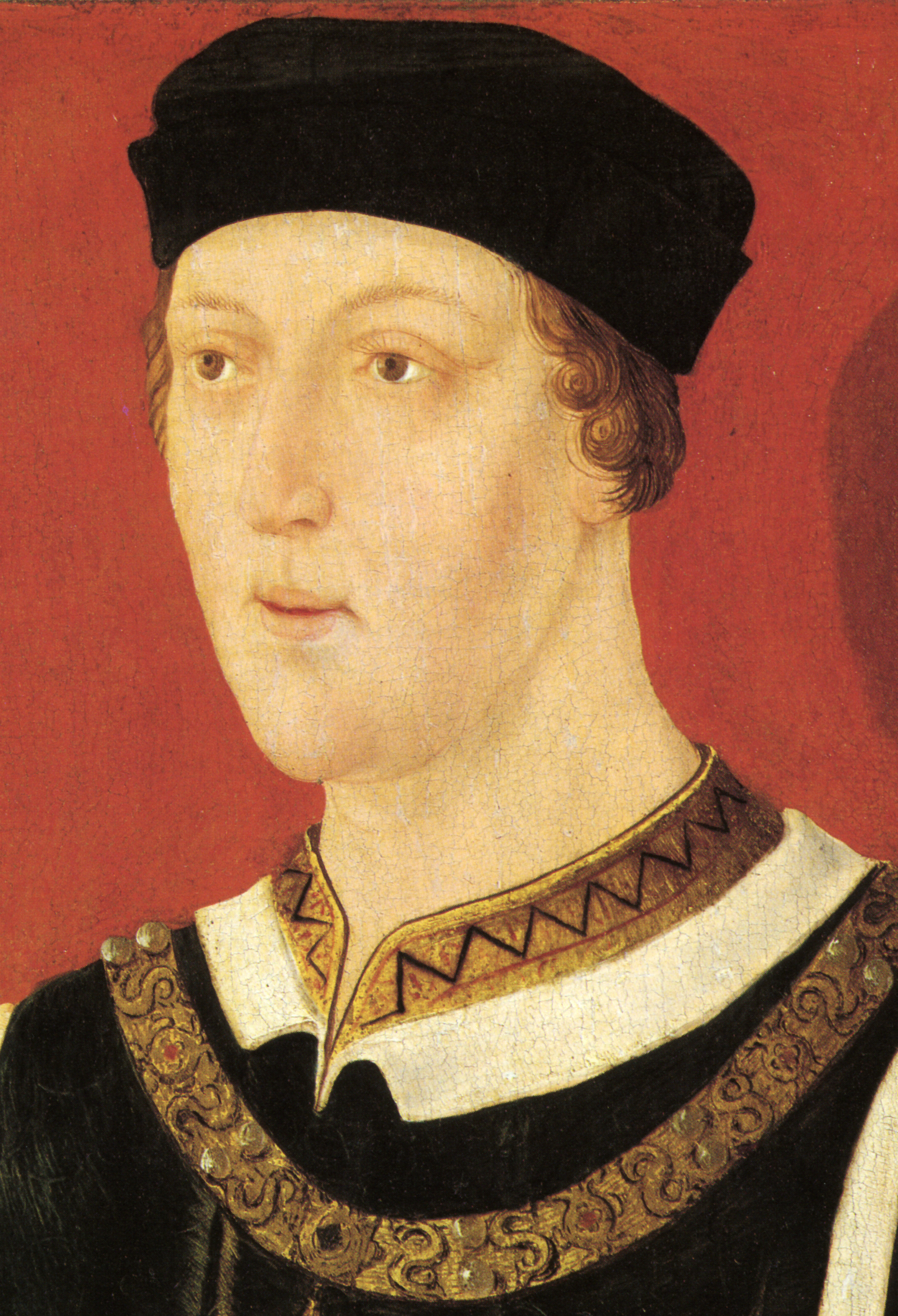
Portrait d’Henri VI : loué pour sa grande piété, le roi apparaît comme un souverain vertueux, mais dominé par son entourage

Henri VI est une trilogie consacrée au règne d'Henri VI d'Angleterre et à la guerre des Deux-Roses. Avec Richard III, elle forme ce que la critique a pris l'habitude d'appeler « la première tétralogie de Shakespeare », première par l'ordre d'écriture – approximativement entre 1588 et 1593, –, alors que chronologiquement elle est plus récente que la seconde. En effet, ces quatre pièces s'étendent de la mort d'Henri V en 1422 à celle de Richard III à la bataille de Bosworth en 1485. 
« La seconde tétralogie de Shakespeare », qui comprend Richard II, Henri IV (parties 1 et 2) et Henri V, débute en 1398 sous le règne de Richard II, lorsque Henri Bolingbroke, futur roi Henri IV, accuse de meurtre Thomas Mowbray. Elle s'achève en 1420 lors de la signature du traité de Troyes, finissant là où la première tétralogie commence. Cette seconde tétralogie a sans doute été écrite entre 1595 et 1599, Henri V étant probablement la pièce inaugurale pour l'ouverture du théâtre du Globe.

## Contexte historique
Henri VI a eu un règne long et mouvementé. C'est le seul roi anglais à avoir été couronné deux fois, déposé deux fois et enterré deux fois. En effet, fils d'Henri V et de la princesse française Catherine de Valois, il succède à son père à la mort de celui-ci en 1422, à l'âge de neuf mois. Il est officiellement couronné roi d'Angleterre à Westminster en 1429, et roi de France à Paris en 1431. Il perd le royaume de France en 1453 à la suite des efforts du roi de France Charles VII, son oncle maternel, et de ses généraux, dont Jeanne d'Arc. Il perd le royaume d'Angleterre en 1461 au profit de son cousin Plantagenêt, Édouard d'York, qui le dépose et prend le titre d'Édouard IV. Neuf ans plus tard, ses partisans parviennent à faire fuir Édouard en France et à le réinstaller sur le trône anglais. Mais ce nouveau règne ne dure que six mois. Édouard revient en force, détruit le clan Lancastre lors de deux batailles décisives et redépose Henri, qui meurt un peu plus tard, sans doute par ordre d'Édouard. Son corps est hâtivement enterré à Chertsey, et après l'instauration de la dynastie Tudor, plus tard déterré et enseveli à Windsor.

## Argument de la trilogie

### La Première Partie deHenri VI
La Première Partie d'Henri VI met en scène (sur fond de guerre de Cent Ans) les débuts du règne d'Henri VI d'Angleterre, d'abord enfant, puis jeune homme doux et pieux, mal préparé à faire face à la brutalité des mœurs politiques de son temps. Une partie de la pièce se joue en France, où les Anglais font face à la « sorcière » Jeanne d'Arc qui mène les troupes du dauphin, le futur Charles VII de France contre une armée anglaise affaiblie par les divisions de ses chefs. L'autre partie se joue en Angleterre, où la discorde entre les régents du royaume et les luttes pour le pouvoir offrent une explication politique aux défaites anglaises.

### La Deuxième Partie deHenri VI
La deuxième partie de la trilogie décrit l'effervescence politique en Angleterre, les conflits entre grands seigneurs, les émeutes populaires de Jack Cade et le mariage malheureux du roi et de Marguerite d'Anjou, fille du roi René, dont la nature passionnée se satisfait mal de cet époux chaste et pieux. Le bon sens, la noblesse et le dévouement sont vaincus par l'orgueil, la ruse et l'avidité.

### La Troisième Partie deHenri VI
Le dernier volet d’Henri VI voit les vicissitudes de la guerre civile, avec la déposition d'Henri VI, puis sa restauration, et enfin son assassinat par Richard de Gloucester (futur Richard III) dans la tour de Londres.

## Lien avec la pièceRichard III
La trilogie sur Henri VI et son règne est suivie d'une pièce sur Richard III qui reprend l'intrigue au point où elle en était à la fin de la troisième partie d'Henri VI. L'ensemble des quatre pièces est appelé « la première tétralogie de Shakespeare »,. 
Le premier acte de Richard III met en scène l'enterrement presque furtif d'Henri VI, dont les blessures se mettent à saigner de façon dramatique au passage de son assassin ; la pièce décrit ensuite la façon dont Richard de Gloucester élimine sans pitié tous ceux qui le séparent du trône. Une fois roi sous le nom de Richard III, il est à son tour abattu par le futur Henri VII, fondateur de la nouvelle dynastie des Tudor dont l'emblème, une rose blanche sur une rose rouge, symbolise la réconciliation nationale. Dans le dernier acte, le fantôme d'Henri VI, et ceux des victimes de Richard, apparaissent en scène pour maudire leur assassin.

## Représentations (sélection)
Les critiques pensent que les trois parties d’Henri VI se sont jouées ensemble à Londres en 1592. Il faudra attendre l'époque moderne pour que ce soit de nouveau le cas.
- En avril 1906, Frank Benson a mis en scène les trois parties d'Henri VI lors du Shakespeare Festival à Stratford-upon-Avon. C'était la première fois que les trois pièces étaient représentées ensemble depuis 1592[11].

- En 1953, la trilogie est mise en scène par Douglas Robert Seale pour le Birmingham Repertory Theatre et le Old Vic Theatre[12].

- En 1963, John Barton et le metteur en scène britannique Peter Hall ont condensé[13], de façon controversée[14], les trois pièces  sur Henri VI, ainsi que Richard III, en un spectacle intitulé The Wars of the Roses, interprété par la Royal Shakespeare Company. Près de la moitié des 12 350 lignes du texte original avait été coupées et 1400 lignes de la main de Barton rajoutées[15]. Cette mise en scène a fait l'objet, en 1965, d'une diffusion à la BBC[15],[16].

- En 1966, Henri VI, adaptation et mise en scène de Jean-Louis Barrault, à l'Odéon-Théâtre de France[17].

- En 1977, Terry Hands mit en scène une version non abrégée de la trilogie pour la Royal Shakespeare Company avec Alan Howard dans le rôle du roi et Helen Mirren dans celui de la reine Margaret.

- En 1981 et 1982, la BBC adapta la tétralogie[8] (Richard III et la trilogie sur Henri VI) pour le petit écran[18] avec très peu de modifications du texte original.

- En 1987-1989, Michael Bogdanov en donna pour la English Shakespeare Company une version personnelle et radicale, engagée à gauche, réduisant la trilogie à deux pièces. La mise en scène frappa les esprits par son recours à une imagerie patriotique anachronique et la prestation de Michael Pennington dans le double rôle du duc de Suffolk et de Jack Cade.

- En 1998, adaptation (extraits) des pièces Henri VI et Richard III, par Daniel Loayza, mise en scène de Patrice Chéreau, à La Manufacture des Œillets (Ivry-sur-Seine)[19].

- En 2002, Edward Hall mit en scène un spectacle intitulé Rose Rage, une synthèse en deux parties de la trilogie shakespearienne pour le théâtre de Haymarket.

- En 2007-2008, la Royal Shakespeare Company a présenté une nouvelle mise en scène non abrégée des deux tétralogies sous la direction de  Michael Boyd[20]. Les pièces sont jouées à Stratford-upon-Avon (au Courtyard Theatre) et à Londres.

- De 2010 à 2014, Thomas Jolly échafaude la mise en scène de l'intégralité de la trilogie Henri VI. Il découpe l'œuvre en deux grands cycles : le cycle 1 (qui regroupe l'intégralité de la première partie de Henri VI et les trois premiers actes de la deuxième partie de Henri VI) est créé en janvier 2012 au Trident-Scène nationale de Cherbourg-Octeville. Le cycle 2 (qui regroupe les deux derniers actes de la deuxième partie de Henri VI et l'intégralité de la troisième partie de Henri VI) est créé dans la saison 2013/2014. L'ensemble est représenté (en 18 heures dont 13 heures de spectacle) au Festival d'Avignon, trois fois, les 21, 24 et 26 juillet 2014 sous son titre anglophone : Henry VI[21].
- En juin 2022, la tétralogie (Henry VI + Richard III) est donnée au CDN d'Angers, le Quai, lors des 4 week-ends, en intégrale de 24 heures (dont les entractes) le 1er week-end, en 2 parties les 3 week-ends suivants. Thomas Jolly en assure la mise en scène avec sa compagnie, la Piccola Familia, tout en tenant le rôle de Richard.

## Iconographie

La rose rouge des Lancastre
La rose blanche des York
La rose rouge et blanche des Tudor